# Osirus
Osirus è un mixtape postumo del rapper statunitense Ol' Dirty Bastard, pubblicato nel 2005.

## Ricezione
| Recensione       | Giudizio |
| ---------------- | -------- |
| AllMusic         | [ 1 ]    |
| Entertainment.ie | [ 2 ]    |
| Exclaim!         | misto    |
| Pitchfork        | [ 4 ]    |
| RapReviews       | [ 5 ]    |
| Robert Christgau | ***      |
| Rolling Stone    | [ 7 ]    |
| The Situation    | [ 8 ]    |
| Uncut            | [ 9 ]    |

Il tape è generalmente apprezzato dalla critica. Secondo David Jeffries di AllMusic, l'album è paradossalmente «orientato verso il futuro».

## Tracce
I brani 16, 17 e 18 sono tracce bonus.
1. "Pop Shots" (prod. by DJ Premier)
2. "Dirty Dirty" (feat. Rhymefest)
3. "Go Go Go" (feat. Blahzay Blahzay)
4. "Who Can Make It Happen Like Dirt?"
5. "High in the Clouds" (feat. Black Rob)
6. "Rahzel Skit 1"
7. "Dirty Run"
8. "Stand Up" (feat. Cappadonna & Ghostface Killah)
9. "Don't Stop Ma (Out of Control)"
10. "If Ya'll Want War" (feat. Royal Flush)
11. "Pussy Keep Calling"
12. "Down South"
13. "Rahzel Skit 2"
14. "Caked Up" (feat. Baby Sham)
15. "Fuck Y'all"
16. "Move Back" (feat. The Lenox Ave. Boys, Jae Millz, Drag-On, Cardan & Terra Blacks)
17. "Fire" (Dirty Dirty Alt. Version)
18. "Pop Shots" (Clinton Sparks Remix)

## Classifiche
| Classifica (2005)         | Posizione massima |
| ------------------------- | ----------------- |
| Stati Uniti               | 157               |
| US Independent Albums     | 9                 |
| US Top R&B/Hip-Hop Albums | 47                |